# Pallavolo ai Giochi mondiali universitari estivi - Torneo maschile
Il torneo maschile di pallavolo ai Giochi mondiali universitari estivi è una competizione pallavolistica per squadre nazionali, organizzata con cadenza biennale dalla FISU, durante i Giochi mondiali universitari estivi.

## Edizioni
| Edizione      | Edizione          | Podio            | Podio            | Podio            |
| Anno          | Organizzatore     | Campione         | Seconda          | Terza            |
| ------------- | ----------------- | ---------------- | ---------------- | ---------------- |
| 1959 Dettagli | Torino            | Cecoslovacchia   | Romania          | Polonia          |
| 1961 Dettagli | Sofia             | Romania          | Bulgaria         | Cecoslovacchia   |
| 1963 Dettagli | Porto Alegre      | Unione Sovietica | Cecoslovacchia   | Brasile          |
| 1965 Dettagli | Budapest          | Unione Sovietica | Ungheria         | Jugoslavia       |
| 1967 Dettagli | Tokyo             | Giappone         | Corea del Sud    | Francia          |
| 1970 Dettagli | Torino            | Italia           | Unione Sovietica | Corea del Sud    |
| 1973 Dettagli | Mosca             | Unione Sovietica | Cuba             | Corea del Sud    |
| 1977 Dettagli | Sofia             | Bulgaria         | Cecoslovacchia   | Corea del Nord   |
| 1979 Dettagli | Città del Messico | Corea del Sud    | Cuba             | Giappone         |
| 1981 Dettagli | Bucarest          | Romania          | Cuba             | Giappone         |
| 1983 Dettagli | Edmonton          | Cuba             | Canada           | Italia           |
| 1985 Dettagli | Kōbe              | Giappone         | Unione Sovietica | Italia           |
| 1987 Dettagli | Zagabria          | Jugoslavia       | Cina             | Italia           |
| 1991 Dettagli | Sheffield         | Polonia          | Stati Uniti      | Unione Sovietica |
| 1993 Dettagli | Buffalo           | Giappone         | Polonia          | Corea del Sud    |
| 1995 Dettagli | Fukuoka           | Corea del Sud    | Spagna           | Italia           |
| 1997 Dettagli | Sicilia           | Corea del Sud    | Italia           | Russia           |
| 1999 Dettagli | Palma di Maiorca  | Germania         | Giappone         | Spagna           |
| 2001 Dettagli | Pechino           | Stati Uniti      | Francia          | Russia           |
| 2003 Dettagli | Taegu             | Corea del Sud    | Giappone         | Stati Uniti      |
| 2005 Dettagli | Smirne            | Turchia          | Giappone         | Italia           |
| 2007 Dettagli | Bangkok           | Turchia          | Canada           | Stati Uniti      |
| 2009 Dettagli | Belgrado          | Russia           | Brasile          | Egitto           |
| 2011 Dettagli | Shenzhen          | Russia           | Ucraina          | Brasile          |
| 2013 Dettagli | Kazan'            | Russia           | Polonia          | Giappone         |
| 2015 Dettagli | Gwangju           | Russia           | Ucraina          | Argentina        |
| 2017 Dettagli | Taipei            | Iran             | Russia           | Giappone         |
| 2019 Dettagli | Napoli            | Italia           | Polonia          | Russia           |
| 2023 Dettagli | Chengdu           | Italia           | Polonia          | Cina             |
| 2025 Dettagli | Reno-Ruhr         | Polonia          | Brasile          | Italia           |

## Medagliere
| Pos. | Squadra          | 1º posto | 2º posto | 3º posto | Totale |
| ---- | ---------------- | -------- | -------- | -------- | ------ |
| 1    | Corea del Sud    | 4        | 1        | 3        | 8      |
| 1    | Russia           | 4        | 1        | 3        | 8      |
| 3    | Giappone         | 3        | 3        | 4        | 10     |
| 4    | Unione Sovietica | 3        | 2        | 1        | 6      |
| 5    | Italia           | 3        | 1        | 6        | 10     |
| 6    | Polonia          | 2        | 4        | 1        | 7      |
| 7    | Romania          | 2        | 1        | 0        | 3      |
| 8    | Turchia          | 2        | 0        | 0        | 2      |
| 9    | Cuba             | 1        | 3        | 0        | 4      |
| 10   | Cecoslovacchia   | 1        | 2        | 1        | 4      |
| 11   | Stati Uniti      | 1        | 1        | 2        | 4      |
| 12   | Bulgaria         | 1        | 1        | 0        | 2      |
| 13   | Jugoslavia       | 1        | 0        | 1        | 2      |
| 14   | Germania         | 1        | 0        | 0        | 1      |
| 14   | Iran             | 1        | 0        | 0        | 1      |
| 17   | Brasile          | 0        | 2        | 2        | 4      |
| 18   | Canada           | 0        | 2        | 0        | 2      |
| 18   | Ucraina          | 0        | 2        | 0        | 2      |
| 20   | Cina             | 0        | 1        | 1        | 2      |
| 20   | Francia          | 0        | 1        | 1        | 2      |
| 20   | Spagna           | 0        | 1        | 1        | 2      |
| 23   | Ungheria         | 0        | 1        | 0        | 1      |
| 24   | Argentina        | 0        | 0        | 1        | 1      |
| 24   | Corea del Nord   | 0        | 0        | 1        | 1      |
| 24   | Egitto           | 0        | 0        | 1        | 1      |